# Извоареле (Блаж)
Извоареле (рум. Izvoarele) насеље је у Румунији у округу Алба у општини Блаж. Oпштина се налази на надморској висини од 242 m.

## Становништво
Према подацима из 2002. године у насељу је живело 2226 становника.

### Попис2002.
| Расподела становништва по националности 2002.‍ | Расподела становништва по националности 2002.‍ | Расподела становништва по националности 2002.‍ | Расподела становништва по националности 2002.‍ | Расподела становништва по националности 2002.‍ |
| --------------------------------------------- | --------------------------------------------- | --------------------------------------------- | --------------------------------------------- | --------------------------------------------- |
|                                               |                                               |                                               |                                               |                                               |
| Румуни                                        | Румуни                                        |                                               | 1.196                                         | 53,8%                                         |
| Мађари                                        | Мађари                                        |                                               | 24                                            | 1,1%                                          |
| Роми                                          | Роми                                          |                                               | 1.004                                         | 45,1%                                         |